# Coup en dessous de la ceinture
 (octobre 2023).
Si vous disposez d'ouvrages ou d'articles de référence ou si vous connaissez des sites web de qualité traitant du thème abordé ici, merci de compléter l'article en donnant les références utiles à sa vérifiabilité et en les liant à la section « Notes et références ».

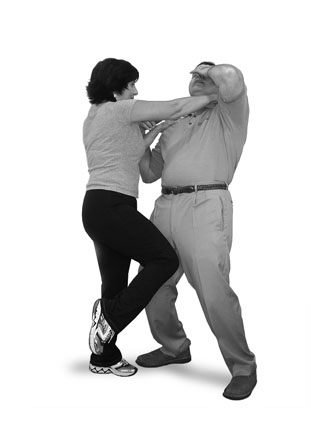
Illustration d'une femme frappant un homme avec son genou

Le coup en dessous de la ceinture désigne, dans le domaine des sports et des méthodes de combat, un coup dans les parties génitales, et plus précisément les testicules ou le vagin. 
Du fait de son impact sur la fertilité et d'un risque plus élevé de blessures, il est parfois interdit dans les réglementations de plusieurs de sports de combat et arts martiaux masculins et féminins, même s'il a pu être autorisé et continue de l'être dans d'autres sports. Il constitue un élément fondamental de certaines méthodes et techniques de combat au corps à corps, comme le krav-maga ou les techniques d'auto-défense par exemple. En effet, le vagin et les testicules sont des zones dotées d'une forte concentration de terminaisons nerveuses, provoquant une forte douleur en cas d'impact. 
Cependant, l'efficacité d'un coup dans le bas-ventre dans des situations de haute-intensité demeure contrastée. En effet, l'adrénaline, le stress ou la concentration immédiate du cerveau sur la situation de tension vont fortement amoindrir la douleur et diminuer de ce fait la portée du coup, rendant les coups dans les articulations ou les zones incapacitantes comme les yeux plus fiables. 